# アンディ・フィリップ
アンドリュー・マイケル・フィリップ (Andrew Michael Phillip, 1922年3月7日 - 2001年4月29日) は、アメリカ合衆国の元プロバスケットボール選手、指導者。身長188cm、体重88kg。ポジションはポイントガード及びシューティングガード。1950年代のNBAを代表する名選手であり、1961年にバスケットボール殿堂入りを果たした。

## 経歴
アンディ・フィリップことアンドリュー・マイケル・フィリップはイリノイ大学でプレイ。フィリップ擁する同校のバスケットチームは"Whiz Kids"（神童たち）と呼ばれ、カレッジバスケ界を席巻。1942年と1943年のビッグ・テン・カンファレンスのタイトルを制し、1942-43シーズンは無敗を誇った。
大学卒業後、1947年のBAAドラフトでシカゴ・スタッグズから指名を受けてBAA（NBAの前身）入りを果たした。3年目の1949-50シーズンには11.7得点5.8アシストを記録し、平均アシスト数ではリーグ1位となった（当時のアシスト王は通算で決められていた）。スタッグズでは3シーズンプレイし、その間チームは一度も勝率5割を下回ったことがなかったが、興行不振が響き、1950年には解散の憂き目に遭った。フィリップはフィラデルフィア・ウォリアーズに移籍することになった。
新天地でもフィリップは優秀な司令塔として活躍し、通算414アシスト（平均6.3アシスト）を記録して初のアシスト王に輝き、オールスターにも初選出される。当時低迷していたウォリアーズもフィリップにエースのジョー・ファルクス、新人ポール・アリジンの強力なトリオが完成し、このシーズンは40勝26敗を記録する大躍進を見せた。翌1951-52シーズンには2位以下を大きく引き離す539アシスト（平均8.2アシスト）を記録し、2年連続のアシスト王に君臨するも、翌シーズンのウォリアーズは開幕から大不振に陥り、フィリップはシーズン中盤でフォートウェイン・ピストンズに移籍することになった。
この時点でフィリップの年齢はすでに30歳を越えていたが、名プレイメーカーぶりは変わらず、フィリップ加入と共に少しずつ成績を上げ始めたピストンズは、1954-55シーズンには43勝29敗の好成績を記録し、プレーオフも勝ち抜いてファイナルに進出した。ファイナルではシラキュース・ナショナルズと対決し、シリーズは最終第7戦までもつれたが、92-91の1点ビハインドで迎えた第7戦試合終盤、逆転を狙うピストンズはフィリップがボールを運んだが、ナショナルズのジョージ・キングにボールを奪われてしまい、ピストンズはフィリップの痛恨のターンオーバーで敗れ、優勝は叶わなかった。なお、この第7戦は賭博に絡んだ八百長疑惑が持ち上がっており、最後にナショナルズにボールを与えてしまったフィリップにも、その嫌疑が掛けられている。ピストンズは翌シーズンもファイナルに進出するが、今度はフィラデルフィア・ウォリアーズに敗れた。
すでに33歳を迎えたフィリップは引退しようとしていたが、ボストン・セルティックスの名将レッド・アワーバックに熱心に口説かれ、セルティックス入りを決意した。セルティックスではボブ・クージーらの控えとしてプレイし、そして1957年のセルティックスの初優勝に大きく貢献した。念願のチャンピオンリングを手に入れたフィリップは、もう1シーズンだけプレイして、1958年に現役から退いた。
11シーズンに及ぶBAA/NBAキャリア通算成績は701試合に出場し、6,484得点（平均9.1得点）3,759アシスト（平均5.4アシスト）だった。

## プレースタイルと業績
フィリップは同時代における最高のプレイメイカーの一人と言われ、NBAにおいてポイントガードという概念の確立に大きく貢献した選手だった。特にボールハンドリングとパスに非凡な才能を発揮し、しばしばボブ・クージーやディック・マグワイアらと比較された。シーズン通算500アシストを達成した初のNBA選手である。
- オールスターゲーム：1951年－1955年
- オールNBA2ndチーム：1952年, 1953年
- アシスト王：1951年, 1952年
- 殿堂入り

## 個人成績
| *      | リーグ1位       |
| 太字   | キャリアハイ    |
| dagger | NBAチャンピオン |

### レギュラーシーズン
| Season   | Team     | GP  | MPG  | FG%  | FT%  | RPG | APG  | PPG  |
| -------- | -------- | --- | ---- | ---- | ---- | --- | ---- | ---- |
| 1947-48  | CHS      | 32  | –    | .336 | .583 | –   | 2.3  | 10.8 |
| 1948-49  | CHS      | 60  | –    | .348 | .676 | –   | 5.3  | 12.0 |
| 1949-50  | CHS      | 65  | –    | .349 | .704 | –   | 5.8* | 11.7 |
| 1950-51  | PHW      | 66  | –    | .399 | .751 | 6.8 | 6.3* | 11.2 |
| 1951-52  | PHW      | 66  | 44.4 | .366 | .753 | 6.6 | 8.2* | 12.0 |
| 1952-53  | PHW      | 13  | 41.8 | .387 | .763 | 5.2 | 8.5  | 11.8 |
| 1952-53  | FTW      | 57  | 37.7 | .400 | .729 | 5.2 | 5.0  | 10.0 |
| 1953-54  | FTW      | 71  | 38.1 | .375 | .730 | 3.7 | 6.3  | 10.6 |
| 1954-55  | FTW      | 64  | 36.4 | .371 | .692 | 4.5 | 7.7  | 9.6  |
| 1955-56  | FTW      | 70  | 29.7 | .365 | .563 | 3.7 | 5.9  | 5.8  |
| 1956-57  | BOS      | 67  | 22.0 | .379 | .642 | 2.7 | 2.5  | 4.4  |
| 1957-58  | BOS      | 70  | 16.6 | .355 | .592 | 2.3 | 1.7  | 3.4  |
| Career   | Career   | 701 | 32.3 | .368 | .695 | 4.4 | 5.4  | 9.1  |
| All-Star | All-Star | 5   | 28.3 | .484 | .800 | 5.0 | 6.2  | 6.8  |

### プレーオフ
| Year   | Team   | GP | MPG  | FG%  | FT%    | RPG | APG | PPG  |
| ------ | ------ | -- | ---- | ---- | ------ | --- | --- | ---- |
| 1948   | CHS    | 5  | –    | .283 | .714   | –   | .8  | 7.2  |
| 1949   | CHS    | 2  | –    | .389 | 1.000* | –   | 6.0 | 19.5 |
| 1950   | CHS    | 2  | –    | .259 | .769   | –   | 6.0 | 12.0 |
| 1951   | PHW    | 2  | –    | .400 | .500   | 7.5 | 7.0 | 7.5  |
| 1952   | PHW    | 3  | 40.7 | .421 | .792   | 4.7 | 7.3 | 11.7 |
| 1953   | FTW    | 8  | 41.1 | .338 | .667   | 4.0 | 3.8 | 10.3 |
| 1954   | FTW    | 4  | 34.0 | .342 | .750   | 3.0 | 4.3 | 8.8  |
| 1955   | FTW    | 11 | 40.5 | .323 | .850   | 5.5 | 7.1 | 8.5  |
| 1956   | FTW    | 10 | 17.3 | .333 | .440   | 2.6 | 3.5 | 2.9  |
| 1957   | BOS    | 10 | 12.8 | .364 | .400   | 2.0 | 1.7 | 2.2  |
| 1958   | BOS    | 10 | 9.1  | .238 | .778   | 1.4 | .7  | 1.7  |
| Career | Career | 67 | 25.4 | .330 | .700   | 3.3 | 3.7 | 6.4  |